# ای‌بی‌ان آمرو

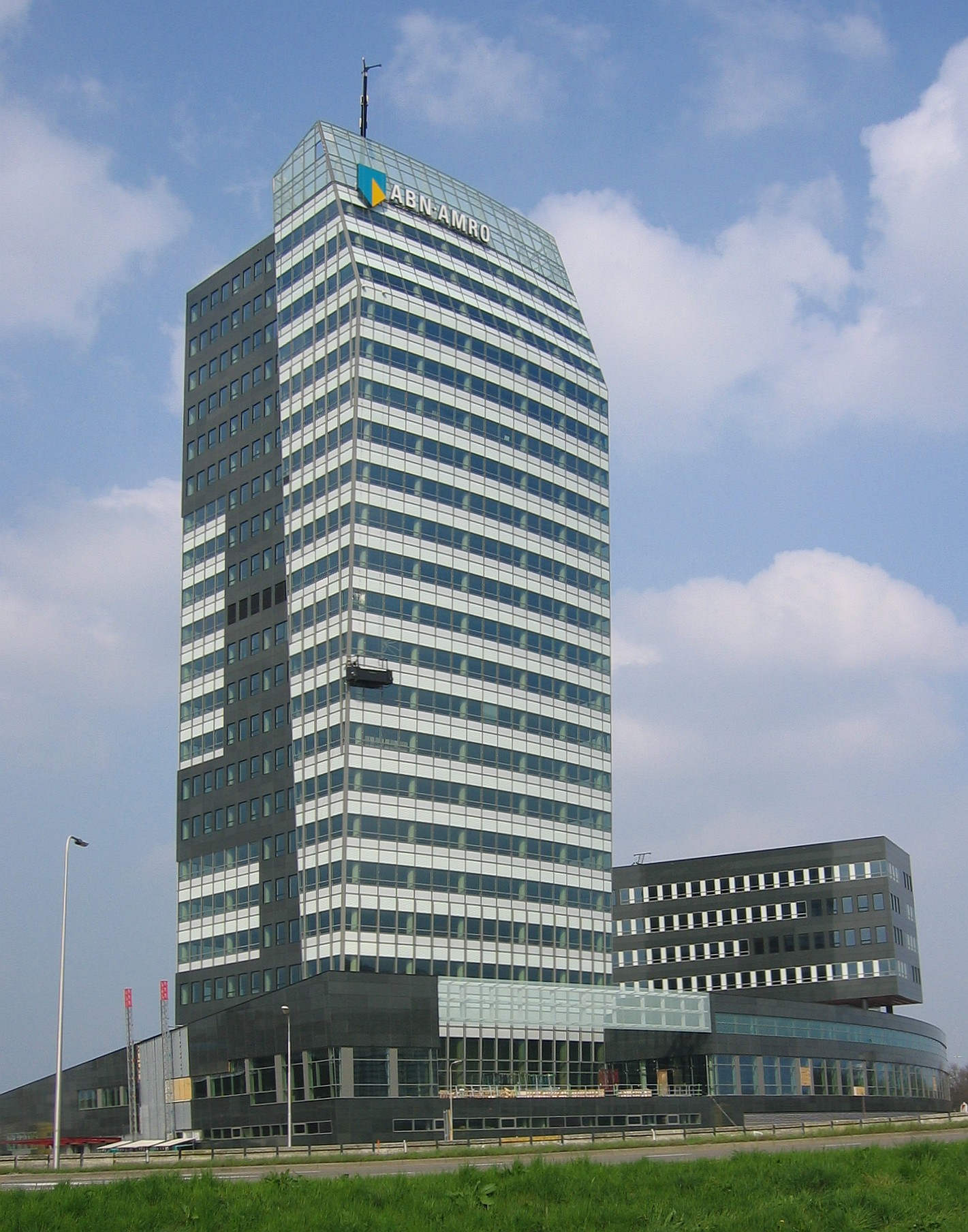
شعبه‌ای از بانک ای‌بی‌ان آمرو در شهر زووله، هلند

ای‌بی‌ان آمرو (به انگلیسی: ABN AMRO) شرکت خدمات مالی و بانکداری هلندی است، که در زمینه ارائه خدمات بانکداری خرد، بانکداری شرکتی، بانکداری سرمایه‌گذاری، بانکداری اختصاصی و مدیریت ثروت فعالیت می‌کند.
ریشه‌های تأسیس بانک ای‌بی‌ان آمرو به سال ۱۷۶۵ باز می‌گردد. در سال ۱۹۹۱ ال جمین بانک نیدرلند (ای‌بی‌ان) و آمرو بانک (که خود حاصل ادغام آمستردام بانک و روتردام بانک در سال ۱۹۶۰ بود) با هم ادغام شدند و ای‌بی‌ان آمرو تأسیس گردید.
در ماه اکتبر ۲۰۰۷ کنسرسیومی متشکل از ۳ بانک سانتاندر گروپ، رویال بانک اسکاتلند و بانک فورتیز اقدام به خریداری کلیه سهام ای‌بی‌ان آمرو نمودند، که با شروع بحران مالی ۲۰۱۲–۲۰۰۷، بانک فورتیز و رویال بانک اسکاتلند از مشارکت خارج شدند، سپس سهام آن‌ها در این بانک توسط دولت هلند خریداری شد.
شعبه مرکزی این بانک در شهر آمستردام، هلند قرار دارد و در حال حاضر دومین بانک بزرگ هلند است و از نظر میزان دارایی، به‌عنوان هشتمین بانک بزرگ اروپا شناخته می‌شود. ای‌بی‌ان آمرو در فهرست فورچون جهانی ۵۰۰ در سال ۲۰۱۲ در رتبه ۱۵ از بزرگترین بانک‌های جهان قرار داشت.